# Pogranitxni (Primórie)
|  | Per a altres significats, vegeu «Pogranitxni». |

Pogranitxni (en rus: Пограничный) és un poble (un possiólok) del krai de Primórie, a l'Extrem Orient de Rússia, que en el cens del 2021 tenia 10.099 habitants.